# Wilhelm von Schadow

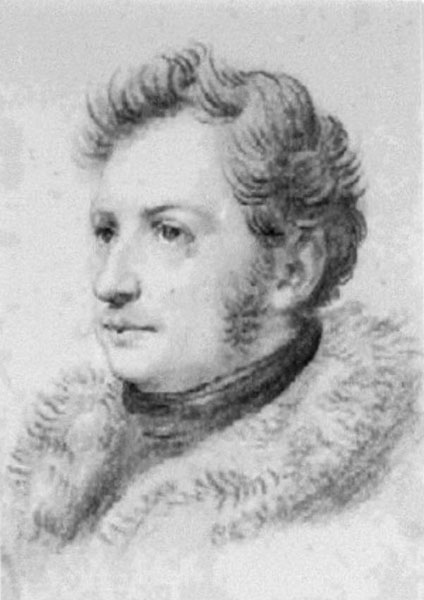
Friedrich Wilhelm Schadow.

Friedrich Wilhelm von Schadow (Berlín, 6 de septiembre de 1789 - Düsseldorf, 19 de marzo de 1862) es un pintor romántico alemán, perteneciente al movimiento de los nazarenos.

## Vida
Segundo hijo del escultor neoclásico Johann Gottfried Schadow y su esposa Marianne Devidels. Su hermano mayor era el escultor realista Rudolf Schadow. Schadow recibió sus primeras lecciones artísticas de su padre. Ya en 1806, Schadow participó en una gran exposición académica con un retrato de Julie Zelter. Schadow representó a la hija de Carl Friedrich Zelter como santa Cecilia, en un estilo que sigue totalmente al de John Flaxman. Entre 1806 y 1807 sirvió como soldado voluntario en el ejército prusiano. Comenzó su formación pictórica en la Academia de las Artes de Prusia en 1808, donde se convirtió en alumno de Frederick Georg Weitsch y Karl Wilhelm Wach.

### Hermandad de San Lucas

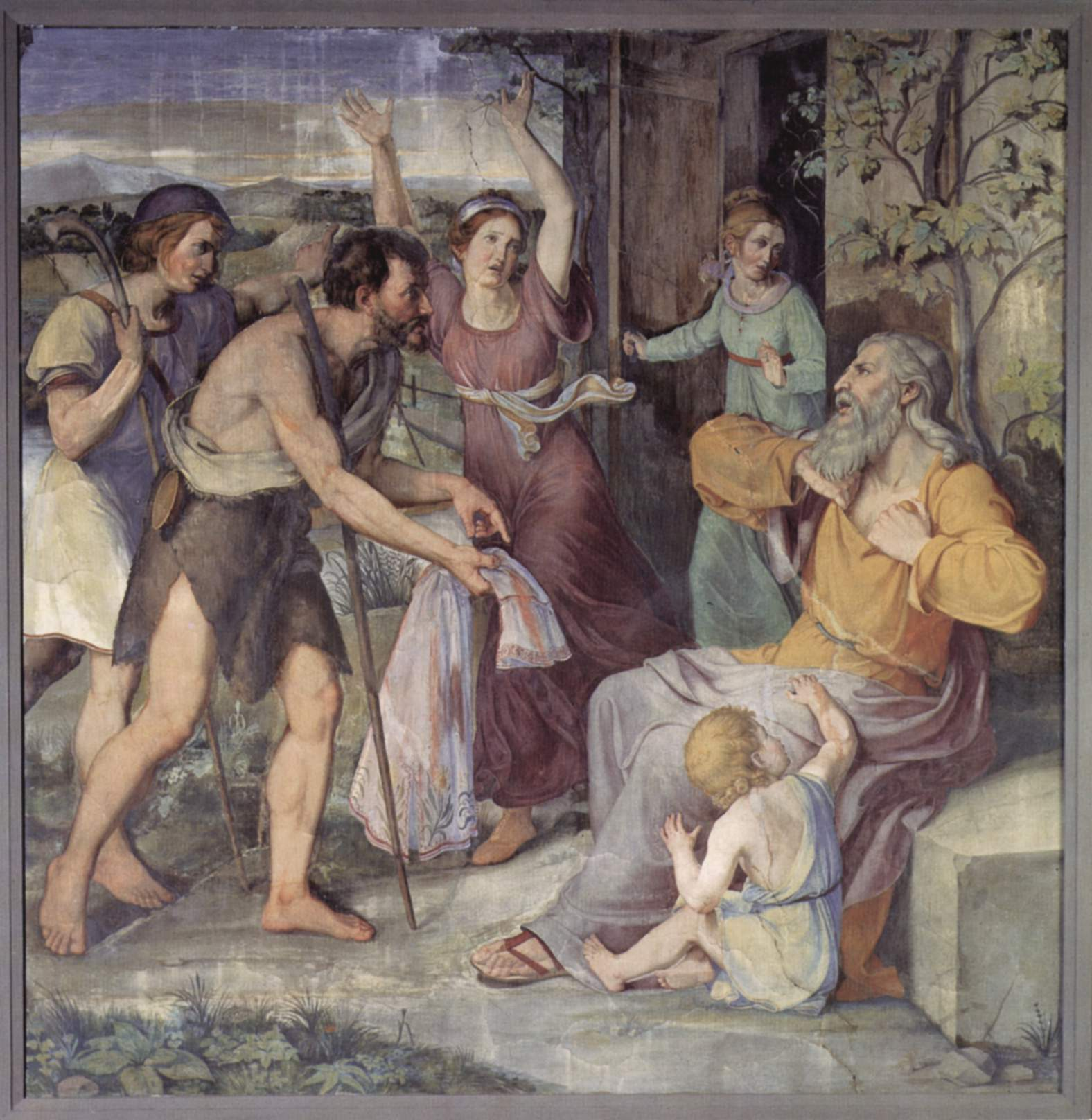
Presentación de la túnica ensangrentada a Jacob

En 1810, después de haber acabado con éxito sus estudios en la Academia, viajó con su hermano Rudolf a Italia. Allí entró en contacto con el escultor danés Bertel Thorvaldsen. Pronto conoció al círculo artístico que rodeaba a Caroline von Humboldt. Impresionado por los nazarenos Peter von Cornelius, Johann Friedrich Overbeck, Philipp Veit y Karl Wilhelm Wach, se unió a este grupo, conocido como Hermandad de san Lucas, en 1813. Se convirtió en uno de sus líderes. Siguiendo el ejemplo de Overbeck y otros, abandonó su fe evangélica para convertirse al catolicismo (1814), pues sostenía que un artista debe creer y vivir las verdades que pretende pintar. 
Durante su estancia en Roma pintó en su mayor parte cuadros religiosos monumentales en el estilo académico-clasicista. Además, realizó una de sus obras más conocidas, “Los hermanos Schadow con el escultor Thorvaldsen” (1815), en el que se autorretrata junto a los dos escultores ilustrando así la integración de las artes que pretendía el ideal estético de la Hermandad. 

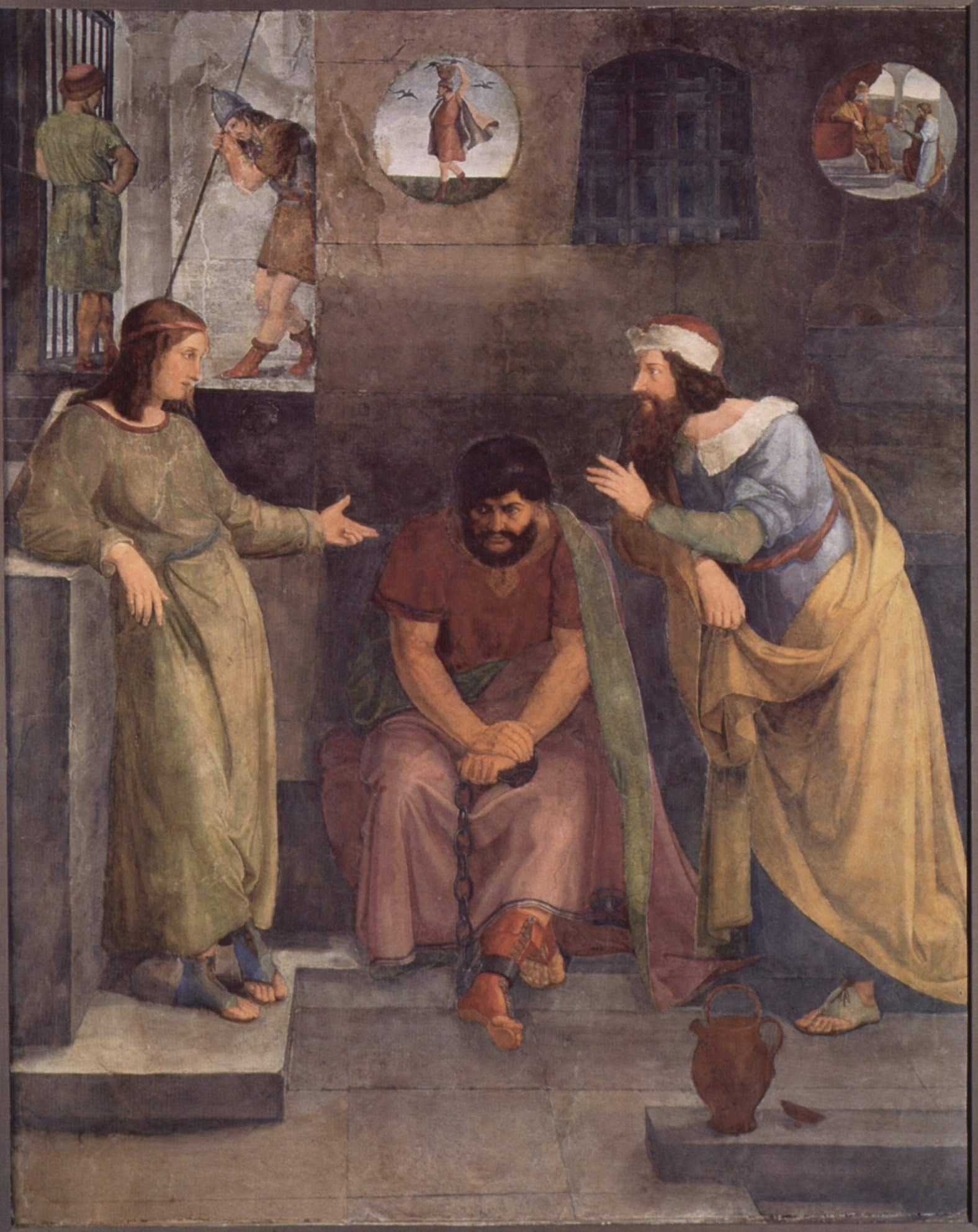
José en prisión.

Entre 1816 y 1818 Schadow se involucró, junto a Cornelius, Overbeck y Veit, en la decoración de la "villa Bartholdy". Jacob Salomon Bartholdy, (1779-1825), cónsul general de Prusia en Roma y tío del compositor Félix Mendelssohn se hizo amigo de estos jóvenes compatriotas, encargándoles que decoraran con frescos sus estancias en el Palazzo Zuccaro en el monte Pincio. Los artistas comprometidos a realizar las pinturas fueron Schadow, Cornelius, Overbeck y Veit; el tema elegido fue bíblico, la historia de José y sus hermanos. A Schadow le correspondió pintar "La túnica ensangrentada" y "José en prisión". Los frescos, arrancados en 1887, se encuentran actualmente en la Alte Nationalgalerie, Berlín.

### Carrera posterior
En el verano de 1819, a petición de Karl Friedrich Schinkel Schadow regresó a Berlín. Iba acompañado por Karl Wilhelm Wach. Fue nombrado profesor en la Academia de las Artes de Prusia, donde enseñó hasta 1826. En 1820 se casó con Charlotte von Groschke, hija del médico de la corte Johann Gottlieb von Groschke. Tuvieron una hija, Sophie, más tarde esposa de Richard Hasenclever y un hijo, Johann Gottfried Rudolf, más tarde teniente general prusiano. En los años 1822 y 1825 Schadow dirigió en Berlín un gran taller con muchos alumnos. 
A finales de 1825 dejó su trabajo y cerró el estudio, por cuanto le ofrecieron a principios de 1826 dirigir la Academia de Bellas Artes de Düsseldorf, como sucesor de Peter von Cornelius. El arte alto y sagrado que había madurado en Roma fue trasplantado así a Düsseldorf; reorganizó la Academia, que en pocos años obtuvo fama como centro de arte cristiano al que llegaban alumnos de todas partes. A partir de 1827 fueron llegando antiguos alumnos suyos, como Eduard Bendemann, Theodor Hildebrandt, Julius Hübner, Carl Frederick Lessing Carl Ferdinand Sohn y pronto apareció la llamada Escuela pictórica de Dusseldorf.
En calidad de director de la Academia, Schadow se involucró considerablemente en el estudio del arte, así como de la pertinente educación práctica. En 1829 ayudó a la fundación de la Sociedad de las Artes de Düsseldorf. Entre 1830 y 1831 y de nuevo entre 1839 y 1840, Schadow viajó a Roma. De estos viajes se trajo muchos dibujos e ideas que fueron la base de su creación posterior en el taller.
En 1837 Schadow seleccionó aquellos alumnos que consideraba mejor dotados para decorar la capilla de San Apolinar en el río Rin con frescos, que cuando estuvieron acabados fueron reconocidos como la manifestación más plena y pura de la escuela de Düsseldorf en su vertiente espiritual. La fama de Schadow radica menos en sus propias obras que en esta escuela que formó. Uno de sus famosos estudiantes, Heinrich Mucke continuó el énfasis en un arte litúrgico tanto en cuadros como en frescos.
Ese mismo año, Schadow fue distinguido por la Universidad de Bonn con el título de Dr. phil. h.c.. En 1843 o en 1845 fue elevado a la nobleza prusiana como "von Schadow-Godenhaus". El añadido "Godenhaus" proviene de la propiedad feudal Godenhaus y de acuerdo con el certificado del título oficialmente es el "caballero Schadow de Godenhaus ".
Entre 1850 y 1854 aparecieron las últimas obras de Schadow: un tríptico con la representación alegórica de "Cielo, Purgatorio e Infierno", inspirada en la "Divina Comedia" de Dante. Debido a problemas en la vista tuvo que pararse, y sólo después de una operación pudo acabar estas tres pinturas para el vestíbulo del tribunal de distrito de Dusseldorf. 
En 1857, poco después de su sexagésimo noveno aniversario, Schadow sufrió un ataque al corazón del que no pudo recuperarse plenamente. Dos años más tarde dejó todos los cargos públicos y se dedicó a su vida privada. Para entonces, las nuevas tendencias naturalistas reaccionaban con violencia contra el estilo espiritual y sacerdotal que Schadow estableció en Düsseldorf.
A la edad de setenta y tres años, Schadow murió el 19 de marzo de 1862 en Düsseldorf. Esta ciudad lo recuerda con una calle y una plaza.
La Academia de Bellas Artes de Düsseldorf que Schadow dirigió, se hizo internacionalmente conocida y atrajo a pintores estadounidenses como George Caleb Bingham, Eastman Johnson, Worthington Whittredge, Richard Caton Woodville, William S. Haseltine, James M. Hart, y William Morris Hunt y el emigrado alemán Emmanuel Leutze.

## Obra
Su producción se caracteriza por la elección de temas religiosos realizados con un estilo delicado y laborioso. Se ve influido por los maestros del Quattrocento, así como los primitivos alemanes y pintores flamencos de la Baja Edad Media. Frente al resto de los nazarenos, sus obras destacan por su respeto a la naturaleza y un distintivo colorido. 
De su obra cabe citar:
- Retrato de la reina Luisa (póstumo) y su marido Federico Guillermo III (1810)
- Frescos en la "Casa Bartholdy" (1816-1818) junto a Cornelius, Overbeck y Veit: en 1818 pintó "José en la prisión" y "La entrega de la túnica ensangrentada a Jacob", Alte Nationalgalerie, Berlín.
- Tres retratos de 1818, (quemados en 1931 o destruidos en 1945) de Caroline, Gabriele y Adelheid von Humboldt
- Adoración de los Reyes (1824), iglesia de la fortaleza, Potsdam.
- Cristo entre los fariseos (1827), catedral de Naumburg.
- Los cuatro evangelistas, en la iglesia Werder de Berlín.
- La Asunción de la Virgen, en la iglesia de San Pablo de Aquisgrán.
- Cristo camino de Emaús (1835), Alte Nationalgalerie, Berlín
- Las vírgenes sabias y las vírgenes necias (1838-1842), Städel Institute, Fráncfort del Meno. Esta es una de sus obras más conocidas: grande, estudiada, minuciosa, pero a la que le falta fuerza.
- Pietas y Vanitas (1840-1842). Refleja otro rasgo de las composiciones pictóricas de los Nazarenos: la referencia directa a los modelos antagónicos y quattrocentistas.
- Pintura mural en tres partes sobre Cielo, purgatorio e infierno (1850-1854), de la "Divina Comedia" de Dante.

Schadow probablemente fuera mejor teórico que práctico, destacando como pintor y formador de nuevas generaciones de artistas. Entre sus obras literarias, pueden citarse:
- Meine Gedanken über eine folgerichtige Ausbildung des Malers (Mis pensamientos sobre la educación lógica del pintor), en Berliner Kunstblatt 1 (1828), S. 264-273
- Su conferencia, Über den Einfluß des Christentums auf die bildende Kunst (Sobre la influencia del Cristianismo en las artes plásticas, Düsseldorf 1843
- Los esbozos biográficos, Der moderne Vasari. Erinnerungen aus dem Künstlerleben (El moderno Vasari. Recuerdos de la vida de un artista), Berlín, 1854.